# Cova Gran de Santa Linya
La Cova Gran de Santa Linya (Grande grotte de Santa Linya en français) est un site archéologique et d'escalade situé sur la commune de Les Avellanes i Santa Linya dans les Pré-Pyrénées catalanes, en province de Lérida.
La grotte se situe à 385 mètres d'altitude, sur le côté gauche de la gorge de Sant Miquel, dans une vallée d'un affluent de la Noguera Pallaresa, dans le bassin versant de l'Èbre. En forme d'arche et haute de 25 mètres, elle est connue comme lieu d'escalade.
La grotte est connue des archéologues depuis 2002 et fouillée depuis 2004, mais seulement quelques mètres carrés ont été fouillés à l'extrémité ouest de la grotte. Les fouilles ont révélé des outils de facture moustérienne, attribués à des Néandertaliens, et aussi du paléolithique supérieur (Aurignacien, Solutréen, Magdalénien), attribué à l'Homme anatomiquement moderne,.

## Description
La grotte, ou abri, à une superficie de plus de 2500 mètres carrés et mesure environ 92 × 83 mètres dans ses parties les plus larges. Leur hauteur peut atteindre 25 mètres. Constituée de roches calcaires (du massif calcaire de Bona), la cavité a été formée par une rivière au Crétacé supérieur. Le sol est constitué de sédiments d'environ 3 à 9 mètres d'épaisseur, certains ayant été déposés par l'eau, d'autres par le vent, sans remaniement depuis leur dépôt.
L'occupation de la grotte par les Néandertaliens et les Hommes modernes a pu être datée par la datation au carbone 14 sur des charbon de bois dans plusieurs couches sédimentaires. Les dates donnent de 41 308 ± 3979 à avant 31 230 ± 260 ans (cal BP) pour le début de l'occupation, jusqu'au début de l'Âge du bronze pour la strate la plus haute.

## Découvertes archéologiques
Les archéologues de l'Université autonome de Barcelone ont déclaré qu'il était particulièrement important qu'ils puissent comprendre la séquence chronologique de l'occupation par les Néandertaliens et les Hommes anatomiquement modernes dans la grotte. En effet, la Cova Gran de Santa Linya est l'un des rares endroits en Europe qui renseigne sur la période juste avant et après le remplacement de l'homme de Néandertal par des Homo sapiens.
Plusieurs milliers d'outils en pierre, dont des éclats de la culture aurignacienne (voire proto-Aurignacien) ont été découverts dans les couches supérieures du sol, tandis que ceux de la culture moustérienne (typiques de la technique Levallois) ont été retrouvés dans les couches inférieures du sol. Une datation précise au radiocarbone des couches a montré que les premières traces d'humains modernes datent de 41 000 à 36 000 ans (cal BP) et les dernières traces des Néandertaliens de 43 000 ans (cal BP). Entre ces 2 ensembles de couche, il y a une couche «stérile» sans trace de peuplement. Les archéologues en concluent qu'il n'y a pas eu sur ce site de remplacement immédiat des Néandertaliens par des Homo sapiens.
Il est à noter que plusieurs coquilles de gastéropodes marins ont été découvertes dans plusieurs strates du Paléolithique supérieur. Ces coquilles viennent de la Méditerranée à 150 kilomètres de là, et sont datées de 31 230 ± 260, 30 881 ± 216, 29 643 ± 244 et 26 066 ± 349 ans (cal BP).
Pour les périodes plus tardives, la campagne de fouilles de 2012 a permis de documenter une occupation de la grotte pour la période il y a 20000 à 18000 ans (cal BP), c'est-à-dire pour le Solutréen tardif / Magdalénien précoce, ainsi que pour la période d'environ 7000 à 4500 ans (cal BP), c'est-à-dire pour le Néolithique.